# Jiaochao

Billet de la dynastie Yuan (2 guàn) avec la plaque utilisée pour l'imprimer (1287)

Jiaochao (chinois simplifié : 交钞 ; chinois traditionnel : 交鈔) est un mot chinois utilisé pour désigner des billets de banque utilisés pour la première fois par les Jürchens de la Dynastie Jin, puis par les Mongols de la Dynastie Yuan

## Dynastie Jin
En septembre 1114 les Jürchens, unifiés et dirigés par Wanyan Aguda, le chef du clan Wanyan, se rebellent contre leurs suzerains Khitans de la dynastie Liao. En 1115, Aguda fonde la dynastie Jin et en 1125 son frère et successeur Wanyan Sheng achève la destruction de la dynastie Liao. Enfin, en 1142, Wanyan Dan, un petit-fils d'Aguda, achève la conquête de la Chine du nord aux dépens des Chinois de la dynastie Song, qui sont obligés de se replier au sud de la rivière Huai.
Au départ, les Jin n'ont pas de monnaie propre et réutilisent des pièces de monnaie frappées par la dynastie Liao ou les Song du Sud. Les choses changent en 1154, lorsque Wanyan Liang émet des billets de banque "Jiaochao", trois ans avant de frapper ses propres pièces de monnaie. Il faut noter que Liang est le premier et dernier dirigeant chinois de l'histoire à avoir émis des billets de banque avant de frapper des pièces. Toujours est-il que les Jiaochao de Liang sont émis avec dix valeurs faciales différentes : une série de billets de faible valeur valant 100, 200, 300, 500 et 700 wén, et une série de billets de valeur plus élevée valant 1, 2, 3, 5 et 10 guàn. Liang instaure une taxe perçue à chaque fois que les Jiaochao sont échangés contre des pièces de cuivre : 15 wén par guàn. En instaurant cette taxe, il ne fait que suivre l'exemple des empereurs Song, qui avaient déjà mis en place un tel système pour leurs propres billets.
Au début, les Jiaochao ne sont valables que pour une période de sept ans à partir de leur date d'émission; mais cette limite temporelle est abolie en 1189, donnant aux billets une durée de vie indéfinie. Comme les autres premières tentatives de papier-monnaie chinoises, les Jiaochao sont victimes d'une surimpression qui entraîne une inflation galopante. En 1214, pour faire face à une grave hyperinflation, le gouvernement Jin commence à imprimer des billets d'une valeur allant jusqu'à 1000 guàn. L'année suivante, les Jiaochao sont remplacés par une nouvelle monnaie de papier, le Baoquan (寶泉), qui subit le même sort. Par la suite, et jusqu’à la chute de la dynastie, l'État Jin continue à mettre en circulation de nouveaux types de billets, qui sont systématiquement rejetés par le public, qui refuse d'utiliser autre chose que l'argent pour les transactions:9-33.

## Empire mongol
Les billets de banque des dynasties Jin et Song continuent de circuler dans les territoires conquis par les Mongols. En 1227, peu de temps avant son décès, Gengis Khan fait imprimer une imitation des Huizi (en), les billets de banque des Song, dont la valeur est indexée sur le prix de la soie. Par la suite, Sorgaqtani, Ögedeï, Güyük et Möngke émettent divers billets de banque, utilisés comme monnaie de nécessité pour payer les troupes occupant les territoires conquis:37.

### Dynastie Yuan
En 1260, durant la première année de son règne, Kubilai Khan fait émettre deux nouveaux types de billets Jiaochao. Le premier type est émis en juillet et est indexé sur le prix de la soie, mais c'est un échec. Le second, émis en octobre, utilise l'étalon argent, car il est garanti par le stock de Sycees en argent du gouvernement Yuan,:37, ce qui en fait le premier papier-monnaie à être utilisé comme support de circulation prédominant dans l'histoire de la Chine. La première institution à émettre ces billets est la Monnaie Impériale, établie en 1260, probablement à Yanjing. Selon toute probabilité, elle déménage à Cambaluc après la fondation de cette ville au cours de la même décennie. Les capitales régionales sont parfois autorisées à imprimer des billets de banque. En plus des Jiaochao, des billets de banque spécifiques sont émis lors des différentes ères de la dynastie Yuan. C'est ainsi que pendant le règne de Kubilai Khan sont émis les billets Zhongtong et les billets Zhiyuan, correspondant aux deux ères de règne homonymes.
Ces nouveaux Jiaochao et les billets d'ères de règne souffrent de la dévaluation et de l'hyperinflation, tout comme ceux des dynasties Song et Jin au cours des siècles précédents. En 1350, une dernière série de billets, les Zhizheng Jiaochao (至正交鈔) est émise. Contrairement aux billets précédents, il s'agit d'une monnaie fiduciaire, qui est à son tour largement rejetée par la population chinoise:35-76.
Les Jiaochao sont décrits dans Le Livre de Marco Polo au chapitre intitulé « Comment le Grand Kaan fait dépenser par tout son pays monnaie d'écorce d'arbres qui semble papier ». Ils avaient antérieurement été mentionnés par Guillaume de Rubrouck dans son Voyage dans l’Empire Mongol où il relate son séjour à la cour du Khagan Möngke.

### Ilkhanat
En 1294, Ghaykhatou, le Khan de l'Ilkhanat de Perse, tente d'introduire le papier-monnaie dans son khanat, afin de mieux contrôler son budget. Ces Jiaochao perses imitent si fidèlement les billets émis par la dynastie Yuan, que des mots chinois sont imprimés dessus. Cependant, l'expérience s’avère être un échec complet et l’assassinat de Ghaykhatou, qui survient peu de temps après, y met fin.

## Voir également
- Yuan Shi
- Monnaies de la dynastie Yuan
- Monnaie fiduciaire